# Dasochóri (ort i Grekland, Västra Makedonien)
Dasochóri är en ort i Grekland.   Den ligger i prefekturen Nomós Grevenón och regionen Västra Makedonien, i den centrala delen av landet, 270 km nordväst om huvudstaden Aten. Dasochóri ligger 734 meter över havet och antalet invånare är 239.
Terrängen runt Dasochóri är kuperad. Runt Dasochóri är det glesbefolkat, med 9 invånare per kvadratkilometer. Närmaste större samhälle är Deskáti, 4,8 km norr om Dasochóri. Trakten runt Dasochóri består till största delen av jordbruksmark.